# Kazimierz Wojtaszko
Kazimierz Wojtaszko (ur. 2 marca 1871 w Babinie, zm. 28 lipca 1947) – polski polityk, poseł na Sejm III kadencji (II Rzeczpospolita), działacz BBWR. Był wieloletnim wójtem gminy Bełżyce.

## Rodzina
Był synem Pawła i Anny z Walczaków. Żonaty z Zofią z domu Bartoszcze.